# Proteína de ligação ao ADN de fita simples
Proteína de ligação ao ADN de fita simples (abreviada na literatura científica em inglês como SSB, single-strand DNA-binding protein) é uma proteína encontrada em bactérias Escherichia coli (E. coli), that se liga a regiões de fita simples de ácido desoxirribonucleico (ADN). O DNA de fita simples é produzido durante todos os aspectos do metabolismo do DNA: replicação, recombinação e reparo. Além de estabilizar esse DNA de fita simples, as proteínas SSB se ligam e modulam a função de inúmeras proteínas envolvidas em todos esses processos.
SSB de E. coli ativa é composto por quatro subunidades idênticas de 19 kDa. A ligação do DNA de fita simples ao tetrâmero pode ocorrer em diferentes "modos", com SSB ocupando diferentes números de bases de DNA, dependendo de vários fatores, incluindo a concentração de sal.  Por exemplo, o modo de ligação (SSB)65, no qual aproximadamente 65 nucleotídeos de DNA envolvem o tetrâmero SSB e entram em contato com todas as suas quatro subunidades, é favorecido em altas concentrações de sal in vitro. Em concentrações mais baixas de sal, o modo de ligação (SSB)35, em que cerca de 35 nucleotídeos se ligam a apenas duas das subunidades SSB, tende a se formar. Trabalho posterior ainda é necessário para elucidar as funções dos vários modos de ligação in vivo.

## SSB bacteriano
Domínios de proteína SSB em bactéria são importantes em sua função de manutenção do metabolismo do ANA, mais especificamente replicação do ADN, reparo e recombinação.  Tem uma estrutura de três fitas beta para uma única folha-beta de seis fitas para formar um dímero de proteína.